# Empatia

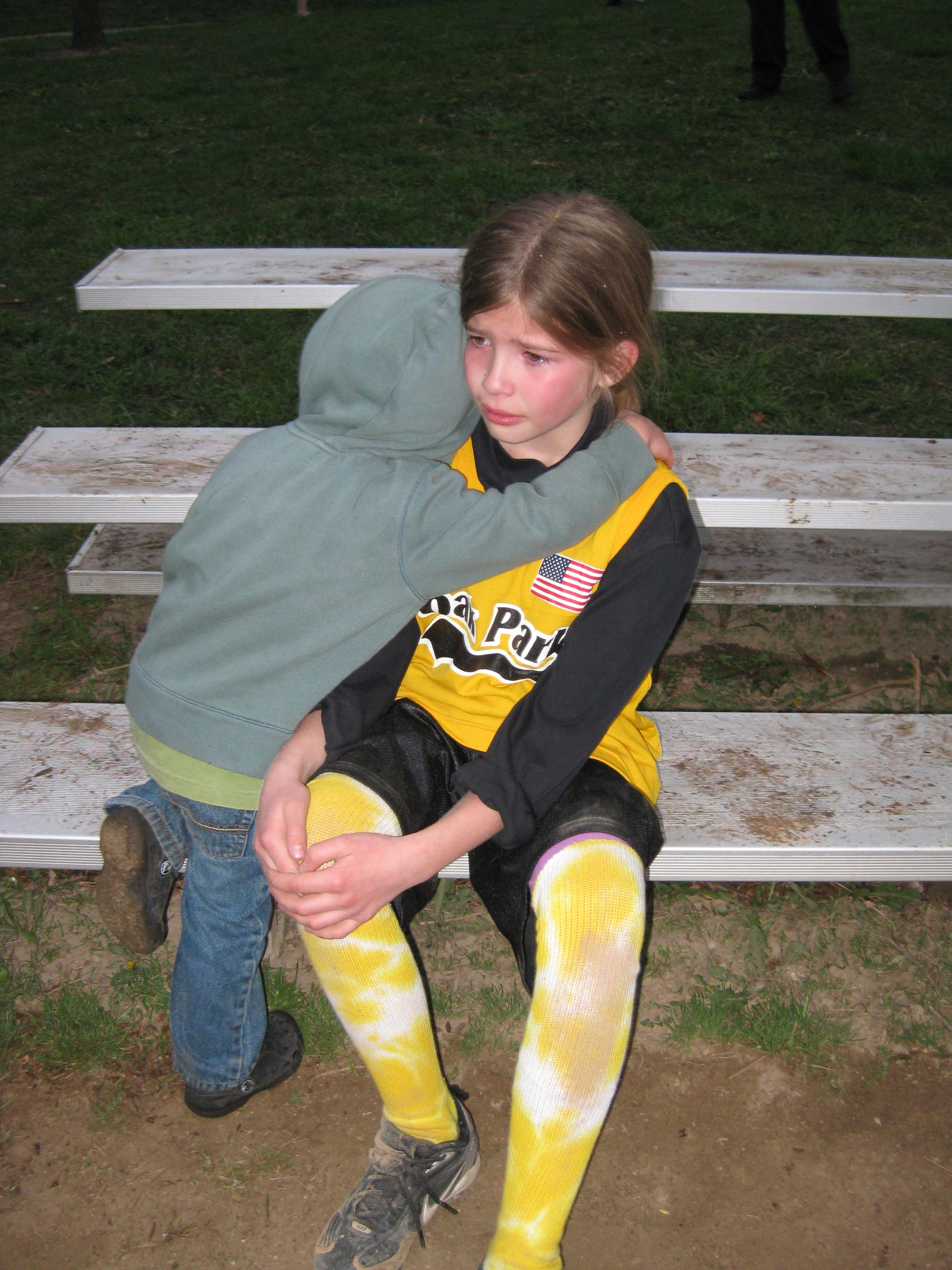
Abbracciare qualcuno che è ferito è un segnale di empatia.

L'empatia (detta anche identificazione o immedesimazione) è un tipo di competenza sociale, generalmente descritta come la capacità di riconoscere, comprendere e condividere emozioni, pensieri, stati d'animo e sentimenti altrui. Nel senso comune, è la capacità di sentire ciò che un altro essere sta provando, cioè "mettersi nei panni di un altro".
Secondo l'American Psychological Association, l'empatia consiste nel comprendere una persona adottando il suo punto di vista invece che il proprio, oppure fare esperienza indiretta e spesso involontaria degli stati mentali di una persona. L'empatia non implica necessariamente la spinta motivazionale oppure emotiva a prestare aiuto, sebbene la sua evoluzione in simpatia o in contagio emotivo può determinare azioni e comportamenti di soccorso e aiuto.
Le definizioni di empatia comprendono un'ampia gamma di processi sociali, cognitivi ed emotivi principalmente interessati alla comprensione degli altri (e delle emozioni degli altri in particolare). L'empatia può essere di diversi tipi: cognitiva, emotiva, fisica e spirituale.

## Origini del termine
La parola deriva dal greco antico "εμπάθεια" (empátheia), a sua volta composta da en-, "dentro", e pathos, "sofferenza o sentimento", termine che veniva usato durante gli spettacoli teatrali per indicare il rapporto emozionale di partecipazione che legava l'autore-cantore al suo pubblico.
Il termine empatia è stato coniato da Robert Vischer, studioso di arti figurative e di problematiche estetiche, alla fine dell'Ottocento. Tale termine nasce perciò all'interno di un contesto legato alla riflessione estetica, ove con empatia s'intende la capacità della fantasia umana di cogliere il valore simbolico della natura. Vischer concepì questo termine come capacità di sentir dentro e di con-sentire, ossia di percepire la natura esterna, come interna, appartenente al nostro stesso corpo. Rappresenta quindi la capacità di proiettare i sentimenti da noi agli altri e alle cose, che percepiamo.
Il termine empatia verrà utilizzato da Theodor Lipps, il quale lo porrà al centro della sua concezione estetica e filosofica, considerandolo quale attitudine al sentirsi in armonia con l'altro, cogliendone i sentimenti, le emozioni e gli stati d'animo, e quindi in piena sintonia con ciò che egli stesso vive e sente.

## Concetto

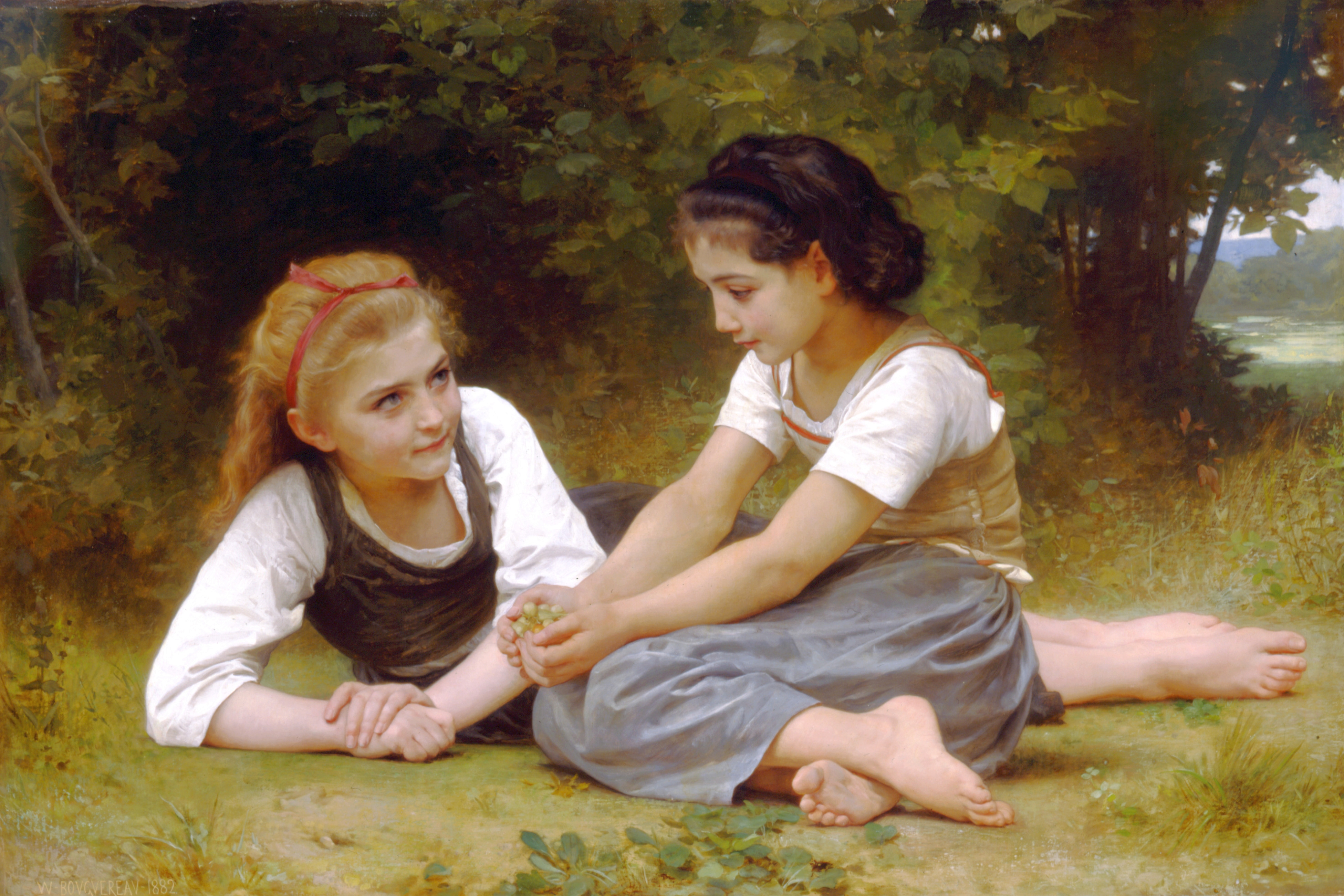
Capire il punto di vista di un altro.

Il termine "empatia" è stato equiparato a quello tedesco Einfühlung, coniato, quest'ultimo, dal filosofo Robert Vischer (1847-1933) e, solo più tardi, tradotto in inglese come empathy. Vischer ne ha anche definito per la prima volta il significato specifico di simpatia estetica. In pratica il sentimento, non altrimenti definibile, che si prova di fronte ad un'opera d'arte. Già suo padre Friedrich Theodor Vischer aveva usato il termine evocativo einfühlen per lo studio dell'architettura applicato secondo i principi dell'Idealismo.
Nelle scienze umane, l'empatia designa un atteggiamento verso gli altri caratterizzato da un impegno di comprensione dell'altro, escludendo ogni attitudine affettiva personale (simpatia, antipatia) e ogni giudizio morale. Fondamentali, in questo contesto, sono sia gli studi pionieristici di Darwin sulle emozioni e sulla comunicazione mimica delle emozioni, sia gli studi recenti sui neuroni specchio scoperti da Giacomo Rizzolatti, che confermano che l'empatia non nasce da uno sforzo intellettuale, è bensì parte del corredo genetico della specie. Si vedano al proposito anche gli studi di Daniel Stern.
Nell'uso comune, empatia è l'attitudine a offrire la propria attenzione per un'altra persona, mettendo da parte le preoccupazioni e i pensieri personali.
La qualità della relazione si basa sull'ascolto non valutativo e si concentra sulla comprensione dei sentimenti e bisogni fondamentali dell'altro.
Il contrario di 'empatia' è 'dispatia' ovvero l'incapacità o il rifiuto di condividere i sentimenti o le sofferenze altrui
In medicina l'empatia è considerata un elemento fondamentale della relazione di cura (ad esempio la relazione medico-paziente) e viene talvolta contrapposta alla simpatia: quest'ultima sarebbe un autentico sentimento doloroso, di sofferenza insieme (da syn- "insieme" e pathos "sofferenza o sentimento") al paziente e sarebbe quindi un ostacolo ad un giudizio clinico efficace; al contrario l'empatia permetterebbe al curante di comprendere i sentimenti e le sofferenze del paziente, incorporandoli nella costruzione del rapporto di cura ma senza esserne sopraffatto (questo tipo di distinzione non è condiviso da tutti, vedi alla voce simpatia).
Sono state anche messe a punto delle scale per la misurazione dell'empatia nella relazione di cura, come la Jefferson Scale of Physician Empathy. L'empatia nella relazione di cura è stata messa in relazione a migliori risultati terapeutici (outcome), migliore soddisfazione del paziente e a minori contenziosi medico-legali tra medici e pazienti.
La nozione di empatia è stata oggetto di numerose riflessioni da parte di intellettuali come Edith Stein, Antoine Chesì, Max Scheler, Sigmund Freud o Carl Rogers.
Il merito dell'introduzione del principio di empatia in psicoanalisi è principalmente dovuto a Heinz Kohut. Il suo principio è applicabile al metodo di raccolta del materiale inconscio. Anche l'alternativa all'applicazione del principio rientra nelle possibilità di cura, quando è ineludibile la necessità di fare i conti con un altro principio, quello di realtà.
Per le sue origini l'empatia ha ragione di essere nell'arte e nelle sue applicazioni. In maniera particolare quando l'arte utilizza le parole per la narrazione. In questo caso non solo è mantenuto il rapporto con la psicologia, ma si ampliano le sue possibilità di intervento. Non tutti possono scolpire o dipingere, ma parlando se non scrivendo qualcosa lo possono raccontare molti. Allora la produzione si sviluppa nel verso artista-psicologo-individuo. Non sono escluse possibilità per i disabili, privilegiando la relazione artista-individuo con la mediazione più cauta dello psicologo. Quest'ultimo non può suggerire all'individuo un percorso di emulazione. Il che non impedisce che l'individuo disabile possa diventare artista a sua volta. A cambiare è la posizione dello psicologo che deve solo rendere possibile la fusione dei vissuti dell'artista con quelli dell'individuo. Di certo lo psicologo dovrebbe mantenere entro limiti accettabili la complessità dell'intervento. Senza che per questo il disabile o l'arte abbiano a soffrirne, anzi si potrebbe dire il contrario.
Il libro di Geoffrey Miller The mating mind difende il punto di vista secondo il quale
L'autore spiega inoltre che la selezione naturale non ha potuto che rinforzarla, poiché influiva sulla sopravvivenza e che alla fine si è sviluppato un sentimento umano che attribuiva una personalità praticamente a tutto ciò che la circondava. Si vede in questo un'origine probabile dell'animismo e più tardi del panteismo.
L'empatia è anche il cuore del processo di comunicazione non violenta secondo Marshall Rosenberg, allievo di Carl Rogers.
Grande interesse è stato posto nella ricerca di corrispondenze biologiche per l'empatia. Sono stati valutati allo scopo i cosiddetti "neuroni-specchio", attraverso diagnostica per immagini del tipo fRMN. Queste cellule si attivano sia quando un'azione viene effettuata da un individuo sia quando questo stesso individuo osserva la stessa azione effettuata da un altro individuo; questo fenomeno è stato in particolare osservato in alcuni primati. Analogamente negli uomini si attiva la medesima area cerebrale nel corso di un'emozione e osservando altre persone nel medesimo stato emozionale. Vi sono altre segnalazioni analoghe, anche in psicopatologia.
Molti si aspettano dalla biologia una spiegazione definitiva di questa materia. Creature differenti sembrano possedere lo stesso numero di geni. Il genere umano è tuttavia peculiare nel mondo vivente. Sappiamo che la funzione del RNA non consiste solo nella produzione di proteine sotto la guida del DNA. L'RNA ha proprietà di regolazione e programmazione su crescita e funzione cellulare. Il complicato meccanismo d'azione non è del tutto noto e potrebbe spiegare la differente complessità degli esseri viventi. Al riguardo l'impressione è che la biologia sia ancora priva di conoscenze complete. L'empatia in questione coinvolge troppo ampiamente sviluppo e funzione psichica perché questo orientamento di ricerca trovi una conferma in esclusiva. Alternativamente si può fare conto su conoscenze disponibili in altre discipline.

## Distinzione tra empatia positiva ed empatia negativa
Con empatia positiva si intende la capacità del soggetto di partecipare pienamente alla gioia altrui; si tratta di un con-gioire e di un saper perciò cogliere la gioia altrui, avendo coscienza della felicità da lui provata.  In questo senso l'empatia in termini positivi può essere collegata, in generale a simpatia. La gioia colta attraverso la simpatia è però diversa, rispetto al contenuto, dalla gioia colta tramite l'empatia. Nel primo caso, infatti sarà una gioia non-originaria e quindi meno intensa e durevole rispetto a colui che si presenta più prossimo a questa gioia; mentre nel secondo caso, la gioia colta tramite l'empatia sarà di tipo originario, in quanto il contenuto di ciò che viene provato empatizzando con l'altro avrà lo stesso contenuto, anche se solo un altro modo di datità.
Con empatia negativa si intende l'esperienza di colui che non riesce a empatizzare rispetto alla gioia altrui, trasferendo nel proprio vissuto originario le sue emozioni. Ciò accade in quanto qualcosa in lui si oppone; un'esperienza presente o passata o la stessa personalità della persona fungono, infatti, da barriera alla sua capacità di cogliere la gioia altrui. L'esempio potrebbe essere quello della perdita di una persona cara, che impedisce all'individuo di far emergere una simpatia verso la gioia dell'altro e quindi di condividerla. In questo caso, infatti, il triste evento e i sentimenti di altrettanto tipo che ne derivano fanno sorgere un conflitto, in quanto l'io si sente diviso tra due parti: vivere della gioia altrui o rimanere nella tristezza che quanto accaduto determina.

## Distinzione tra empatia e mentalizzazione
Mentre la mentalizzazione è anche l'esperienza soggettiva cosciente o non cosciente dell'esperienza soggettiva dell'altro in un dato momento, l'empatia è, oltre a ciò, la comprensione, cosciente o non cosciente, volontaria o automatica, delle determinanti ultime che hanno prodotto nell'altro quel tipo di esperienza. L'empatia è pertanto una visione più allargata dell'intero processo che ha condotto l'altro ad assumere uno o più stati mentali (cognitivi e/o emotivi e/o comportamentali). Il meccanismo base che consente la relazione empatica, anche se riguarda un singolo elemento della sequenza comunicativo-relazionale, è l'assunzione del punto di vista dell'altro (frame of reference), il calarsi nei suoi panni ma dismettendoli all'occorrenza, sempre consapevoli che esistono due punti di vista, il proprio e quello dell'altro.

## I diversi approcci

### Approccio cognitivo e affettivo
Secondo un approccio prettamente affettivo, l'empatia sarebbe un evento di partecipazione/condivisione del vissuto emotivo dell'altro, seppure in modo vicario.
Psicoterapeuti, e psicoanalisti già dall'inizio del secolo scorso, avevano dato maggiore rilievo al ruolo che l'empatia gioca nelle relazioni interpersonali. In particolare, per chi per primo si è avventurato nello studio dell'empatia, inserendola nell'ambito della psicologia sociale, essa è imitazione spontanea di gesti e posture osservate negli altri, e quindi condivisione dei loro vissuti; d'altro canto per alcuni psicoanalisti, empatizzare significa provare quello che prova l'altro, dando motivo al soggetto di capire ciò che prova egli stesso.
Secondo invece la natura di tipo cognitivo l'empatia è considerata la capacità di comprendere il punto di vista dell'altro. Per i cognitivisti, a partire dagli anni sessanta, empatizzare con qualcuno significa comprendere i suoi pensieri, le sue intenzioni, riconoscere le sue emozioni in modo accurato e riuscire a vedere la situazione che sta vivendo dalla sua prospettiva, pur non negando che vi sia anche una piccola partecipazione dell'emotività che entra in gioco, ma considerandola come un epifenomeno cognitivo.
Dagli anni ottanta, empatizzare significa provare un'esperienza di condivisione emotiva e di comprensione dell'esperienza dell'altro, dando quindi spazio ad una componente affettiva ed una cognitiva, in modo tale che esse possano coesistere nel processo empatico. Questa nuova idea di vedere il fenomeno, fa riferimento ai modelli multifattoriali (o multidimensionali) dell'empatia.
Malgrado alcuni distinguano due tipi diversi di empatia (cognitiva e emozionale), come A. Mehrabian (1997), vi sono altri studiosi, come N.D. Feshbach, la quale considera l'empatia come un costrutto multicomponenziale. In essa vi è un incontro affettivo (affect match), in cui però si prova certezza nel fatto che ciò che si prova è ciò che prova anche l'altro (condivisione vicaria). Vi è quindi un'integrazione delle due componenti affettiva e cognitiva.

### Approccio psicoanalitico
Secondo Nancy Mc Williams l'empatia è uno strumento non solo utile, ma necessario allo psicoanalista di professione per percepire ciò che il paziente prova dal punto di vista emotivo. Capita spesso infatti, che vi siano molti terapeuti che si lamentino di essere poco empatici nei confronti dei propri pazienti, ma in realtà questa loro insicurezza, paura e spesso ostilità verso la clientela, è provocata da affetti poco positivi, che scaturiscono proprio dal loro elevato livello di empatia, il quale permette di entrare talmente nello stato del paziente, da sentirne i sentimenti, a tal punto da confondere i propri con quelli degli altri. Gli affetti dei pazienti quindi, molte volte causano una sofferenza talmente grande allo stesso terapeuta, che a lui risulta difficile indurre negli stessi risposte di uguale intensità. Tutto ciò in realtà è molto positivo, perché in questo modo l'infelicità del paziente diventa percepita in maniera sincera e genuina. Non è quindi frutto di un meccanismo dettato dalla mera compassione professionale, ma tenendo conto dell'unicità della persona si entra autenticamente a far parte del suo vissuto emotivo.

## Educazione

### Genitori e attaccamento
Già M. L. Hoffman dà rilievo all'empatia, come qualcosa che compare nella consapevolezza del bambino fin dai primi anni di vita. Madre e padre dovrebbero imparare anch'essi ad essere soggetti empatici, soprattutto tramite la sensibilità e non la punizione. Dovrebbero quindi educare ai valori dell'altruismo, dell'apertura verso il prossimo, in modo tale che il figlio impari a capire e condividere il punto di vista degli altri.
In generale, secondo John Bowlby, esiste la cosiddetta teoria dell'attaccamento, per la quale il legame relazionale che si crea tra il bimbo e le figure adulte (caregivers), che si prendono cura di lui, è innato. Inoltre tale legame può essere spiegato ricorrendo alla teoria evoluzionistica, secondo la quale il piccolo può sopravvivere più facilmente se vicino ha qualcuno che lo protegge dai pericoli e gli è vicino nei momenti felici e in quelli di difficoltà.
Secondo J. Elicker, M.Englund e L. A. Stroufe, le figure adulte di attaccamento, non solo favoriscono al bambino aspettative sociali positive, ma inoltre fa sì che si rinforzi l'autostima del bambino assieme all'immagine che egli ha di sé.

### A scuola
Presupposto essenziale dell'educazione è la trasmissione di un messaggio dal contenuto relazionale-affettivo, perché solo con un clima positivo e di fiducia reciproca c'è un incremento dell'apprendimento negli allievi. Per questo l'insegnante stesso, per essere un buon insegnante, deve ricorrere al raggiungimento di un buon livello di empatia con la sua classe.
Cooper ha voluto indagare quale sia il legame fra empatia-insegnante-alunni, e ha notato che, a livello morale, il livello di empatia dell'insegnante influenza enormemente la condivisione di affetti, sentimenti e conoscenze a livello interclasse. È insomma, egli stesso un esempio, una guida, una sorta di catalizzatore dell'apprendimento. L'importante, per lui, è tenere conto individualmente di ciascun alunno, ma senza perdere di vista l'insieme, affinché questa sorta di partecipazione influisca anche sugli alunni più bravi, in modo che lo supportino nel suo obiettivo.
Fortuna e Tiberio (1999) hanno determinato dei criteri per stabilire quanto un insegnante sia più empatico di un altro. Nel caso sia più empatico, il docente è contraddistinto da una maggiore propensione a elogiare e premiare gli studenti che se lo meritano, più che a denigrare o svalutare coloro che non riescono a portare a termine un risultato. Inoltre sanno accogliere e guidare gli studenti che esprimono liberamente i propri sentimenti, incentivando le discussioni condivise in aula. Tali maestri non ricorrono all'atteggiamento autoritario, ma sono capaci di valorizzare i propri alunni, facendo emergere la loro creatività. Molto importante è il fatto che gli alunni che collaborano con insegnanti empatici abbiano un livello di autostima più alto e un concetto di sé sociale più positivo, senza contare che anche a livello sociale gli alunni si prestano molto più ad essere collaborativi, perché capiscono qual è il comportamento più rispettoso da tenere all'interno di un gruppo. L'empatia non è presente però in tutti gli insegnanti, essi stessi infatti ritengono che essa sia una sorta di caratteristica individuale più o meno esercitata nel tempo. Essa emerge soprattutto all'interno delle classi poco numerose. Condizione necessaria è che si instauri tra insegnante e alunni un rapporto di fiducia, positivo, cooperativo e volto all'ascolto reciproco.

## Empatia nelle relazioni d'amore
L'empatia è un fattore fondamentale nelle relazioni di coppia. Nelle relazioni amorose l'essere umano non dà cose materiali, ma se stesso in sostanza; dunque le persone che amano si sentono vive. C'è un desiderio di fondersi con l'altro essere, comprendendolo pienamente, che è proprio una dimensione dell'empatia stessa; pertanto l'empatia facilita il coinvolgimento della crescita all'interno della coppia.
L'empatia può produrre effetti positivi e negativi nella coppia. Nel primo caso può essere utilizzata per risolvere incomprensioni e litigi futili; nel secondo caso invece può danneggiarla evidenziando le differenze che minacciano la continuità della relazione. Infatti l'empatia prolunga l'amore quando non vi è una disparità tra i partner nella comprensione reciproca e nella capacità di sentirsi vicendevolmente. 
Diceva Heinz Kohut che l'empatia è l'ossigeno che dà vita alla relazione d'amore tra individui, intendendo la relazione come un individuo autonomo formato da due individualità in uno stato temporaneo di relazione fusionale.

## La misurazione dell'empatia
Poiché non esiste una definizione condivisa di empatia, risulta particolarmente difficile definire quali sono i metodi e gli strumenti maggiormente idonei a misurarla. Alcuni studiosi, infatti, privilegiano l'approccio cognitivo e altri quello affettivo.
È quindi possibile distinguere diverse tecniche di misurazione dell'empatia facendo riferimento agli aspetti che esse considerano: cognitivi, affettivi o multidimensionali.

### Strumenti basati su aspetti cognitivi
Tra di essi si possono distinguere due sottocategorie.
- I test di predizione sociale, che identificano l'empatia come la capacità della persona di fare una stima di ciò che gli altri provano (emozioni e pensieri).  Due famosi test di questo tipo sono quello di R. F. Dymond  e quello di W. A. Kerr e B. J. Speroff.
- I test di role taking affettivo, che identificano l'empatia come l'abilità dell'individuo di comprendere la prospettiva dell'altro in una determinata situazione. L'esempio più noto è il Test di Percezione Interpersonale (Interpersonal Perception Test) di H. Borke.

### Strumenti basati su aspetti affettivi
In questo caso si possono individuare tre tipologie.
- Resoconti verbali,  cioè risposte che gli individui danno a situazioni stimolo come storie figurate, interviste e questionari.
- Indici somatici, cioè posture, gesti, sguardi, vocalizzi ed espressioni facciali[24] che le persone assumono nel momento in cui si trovano esposte a situazioni significative dal punto di vista emotivo.
- Indici psicofisico logici, cioè risposte del sistema nervoso autonomo come, ad esempio, la sudorazione, la vasocostrizione, il battito cardiaco, la temperatura e la conduttanza della pelle[25].

### Strumenti basati su aspetti multidimensionali
Secondo alcuni autori non è sufficiente limitarsi a considerare solamente o l'aspetto cognitivo o quello affettivo, ma è necessario utilizzare strumenti più complessi che fanno riferimento ad entrambi. Due esempi significativi sono il Sistema di Punteggio Continuo (Empathy Continuum Scoring System) di Janet Stayer e l'Indice di Reattività Interpersonale (Interpersonal Reactivity Index) di M. H. Davis. Un terzo esempio riguarda la Scala di Empatia Esperienziale (Empathic Experience Scale) che offre una misura bidimensionale dell'empatia in termini di comprensione intersoggettiva; la scala distingue tra la propensione all'esperienza vicaria e alla comprensione intuitiva degli stati emotivi altrui. 

## Disturbi
Alcuni disturbi e malattie mentali (es. disturbo antisociale di personalità, disturbo narcisistico di personalità, psicopatia) presentano come sintomi anche carenza di empatia. Mentre in questi tale caratteristica è solo conseguente o parallela ad altre caratteristiche disturbanti, esiste un disturbo comprendente a volte deficit di empatia cognitiva, la sindrome di Asperger. Tale sindrome causa infatti una difficoltà nell'individuare lo stato d'animo altrui, ma una volta individuato non vi è alcuna carenza di empatia emotiva né di preoccupazione empatica. L'alessitimia è invece una condizione di ridotta consapevolezza emotiva, che comporta l'incapacità sia di riconoscere sia di descrivere verbalmente i propri stati emotivi e quelli altrui, potendo risultare in una carenza di empatia per una sorta di analfabetismo emotivo.

## La civiltà dell'empatia di Jeremy Rifkin
Secondo i concetti esposti dall'economista e saggista statunitense Jeremy Rifkin in un saggio del 2010 intitolato La civiltà dell'empatia, l'uomo moderno è naturalmente predisposto all'empatia,  i - uomini o animali - attraverso i cosiddetti neuroni specchio, così da sentirne le sofferenze, le gioie, le fatiche ecc. Secondo Rifkin «sono circa 20.000 anni che non siamo più homo sapiens sapiens, ma homo empathicus. Leghiamo tra di noi, socializziamo, ci occupiamo l'uno dell'altro, siamo cooperativi [...] Ci basiamo su tre colonne portanti per il nostro benessere: la socializzazione, la salute (igiene e sanità, nutrizione), e la creatività. Quando una di queste tre colonne o l'empatia viene a mancare o repressa, vengono fuori i nostri alter-ego, da cui la violenza, l'egoismo, il narcisismo ecc. [...] Poi però, ci pentiamo di aver fatto del male, perché non è proprio nella nostra natura.

## La comunicazione empatica di Marshall Rosenberg
Lo psicologo Marshall Rosenberg ha fondato diverse scuole nel mondo per diffondere la sua teoria di comunicazione empatica o comunicazione nonviolenta, che si basa su un approccio empatico nelle relazioni efficace nel risolvere i conflitti sia a livelli personali che a livello di gruppi.